# لويس فرناندو دي أنغولو
لويس فرناندو دي أنغولو هو مهندس كولومبي، ولد في 29 سبتمبر 1952.